# Jean-Philippe Baile
Pour les articles homonymes, voir Baile.

a Compétitions nationales et continentales officielles uniquement.

b Matchs officiels uniquement.
Jean-Philippe Baile, né le 7 juin 1987 à Carcassonne en France, est un joueur de rugby à XIII français. Il joue depuis 2008 sous les couleurs des Dragons Catalans en Super League. En août 2011, Jean-Philippe Baile a prolongé son contrat de deux ans avec la franchise catalane et verra celui-ci prendre fin en 2013.

## Palmarès

### En club
- Collectif :
  - Vainqueur de la Coupe de France : 2017 et 2019 (Carcassonne).
  - Finaliste du Championnat de France : 2019 (Carcassonne).

## Distinctions personnelles
- 2010 : Participation à la coupe d'Europe des nations de rugby à XIII avec l'équipe de France.
- 2009 : Participation au tournoi des Quatre Nations avec l'équipe de France.
- 2008 : Participation à la coupe du monde de rugby à XIII avec l'équipe de France.

## Biographie
Formé à l'AS Carcassonne XIII, il quitte le club en 2006 pour changer de code et passer une année en rugby à XV au sein des reichels du Stade toulousain avant de réintégrer en 2007 le XIII et les Dragons Catalans et à degré moindre son équipe réserve l'Union Treiziste Catalane. Après une année 2008 réussie, il est appelé en sélection française pour disputer la Coupe du monde 2008.
A  22 ans, il est considéré comme « l'un des grands espoirs français ».

## Statistiques en Super league
| Saison | Club             | Championnat  | Matchs | Essais | Goals | Drops | Carton jaune | Carton rouge | Points |
| ------ | ---------------- | ------------ | ------ | ------ | ----- | ----- | ------------ | ------------ | ------ |
| 2008   | Dragons Catalans | Super League | 4      | 1      | 0     | 0     | 0            | 0            | 4      |
| 2009   | Dragons Catalans | Super League | 28     | 11     | 0     | 0     | 0            | 0            | 44     |
| 2010   | Dragons Catalans | Super League | 5      | 1      | 0     | 0     | 1            | 0            | 4      |
| 2011   | Dragons Catalans | Super League | 16     | 6      | 0     | 0     | 0            | 0            | 24     |
| TOTAL  | TOTAL            | TOTAL        | 53     | 19     | 0     | 0     | 1            | 0            | 76     |